# 退役軍人省 (カナダ)
退役軍人省（たいえきぐんじんしょう、英語：Veterans Affairs Canada、略称：VAC、仏語：Anciens Combattants Canada）は、カナダ連邦政府内で、カナダにおける軍及び連邦警察の退役軍人とその家族等の年金、保険、その他のサービス業務を司る省庁である。
退役軍人省を担当する大臣は、退役軍人問題大臣で、現在はエリザベス・ブリエル（Élisabeth Brière）である。

## 主な組織
退役軍人省は下記の大臣、組織を管轄している。
- 退役軍人問題大臣

## 庁・局・活動など
退役軍人省は下記の5局で運営されている。
- サービス実施局
- 財務・企業サービス局
- 政策・記念式典局
- 監視・コミュニケーション局
- 監査評価局
- 人事局
- 年金法務庁（Bureau of Pensions Advocates）
- 退役軍人オンブズマン室（Office of the Veterans Ombudsman）